# Tatiana Makarova
Pour les articles homonymes, voir Makarova.
Tatiana Makarova (russe : Татьяна Петровна Макарова) est une pilote de guerre du 46e régiment des bombardiers de nuit de Taman. Elle reçoit à titre posthume le titre d'Héroïne de l'Union soviétique après que l'avion qu'elle pilotait aux côtés de Vera Belik a été abattu au-dessus de la Pologne occupée.

## Vie civile
Makarova rêve de voler pendant son enfance, même si son père, un vétéran blessé pendant la Première Guerre mondiale, tente de la décourager.
Après avoir obtenu son diplôme de l'école secondaire, elle travaille dans une confiserie avant d'obtenir sa licence de pilote civile à 19 ans. Elle forme les cadets de son école de pilotage et rejoint l'armée en 1941. Elle intègre aussi le Parti communiste de l'Union soviétique en 1942,.

## Carrière militaire
Makarova s'enrôle dans l'Armée rouge en 1941 et sort diplômée de l'école militaire d'aviation d'Engels l'année suivante. Elle est alors envoyée sur le Front de l'Est mais n'exécute sa première sortie que l'année suivante.
Le 27 septembre 1942, elle et son équipage reçoivent l'Ordre du Drapeau rouge après avoir réussi à poser leur avion après avoir été la cible d'un barrage anti-aérien ; malgré une perte de contrôle temporaire, elle réussit à faire diversion en lançant une nouvelle bombe, permettant à l'équipage de fuir la zone. Elle participe à des campagnes de bombardements en Ciscaucasie, en Crimée, dans le Kouban, dans celle de Taman, en Biélorussie et en Prusse-Orientale,.
Makarova est très respectée de ses collègues en tant que pilote et pour sa capacité à ne rentrer qu'après avoir effectué ses missions. Elle est capable de faire huit à neuf sorties par nuit, sans être affectée par la fatigue. Pour son action, elle reçoit l'Ordre de la Guerre patriotique 1re classe et l'Ordre du Drapeau rouge,,.

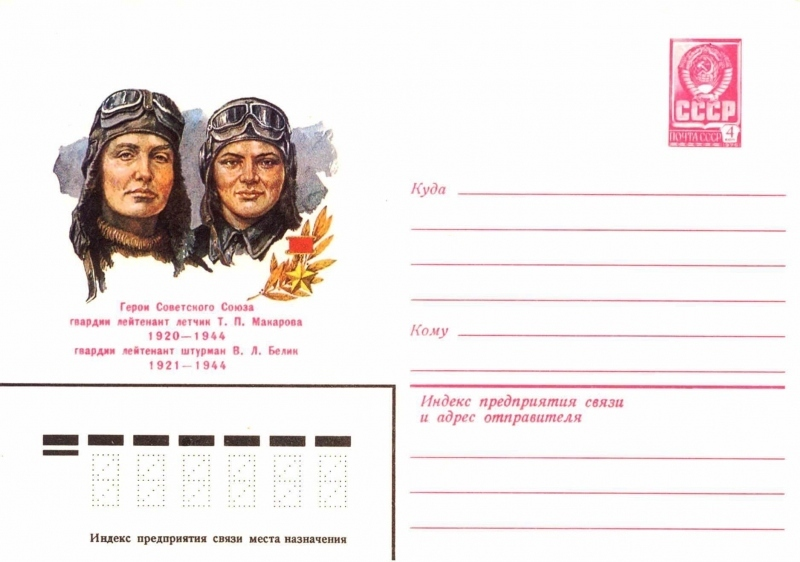
Enveloppe soviétique mettant en à l'honneur Makarova et Belik

Lors d'une mission près d'Ostroleka avec Vera Belik comme navigatrice le 25 août 1944, l'équipage réussit à larguer une bombe après avoir déclenché les défenses anti-aériennes de l'ennemi. Un avion ennemi poursuit leur avion jusqu'à la base et le descend. En raison de la charge inutile portée par les bombardiers de nuits à l'époque, ni Makarova, ni Belik ne portaient de parachute, et les deux femmes périssent dans l'avion en flammes,.
Au cours de sa carrière, elle effectue 628 raids nocturnes, lâché 93 tonnes de bombes et 300 000 tracts, détruisant deux bateaux, deux canons anti-aériens, un projecteur aérien deux dépôts de munitions et tuant deux pelotons de soldats ennemis.
Makarova reçoit le titre d'Héroïne de l'Union soviétique le 23 février 1945 pour « l'accomplissement exemplaire de ses missions et la démonstration de courage et d’héroïsme dans les batailles contre les envahisseurs fascistes ».

## Monuments commémoratifs
- Un musée retrace sa carrière
- Une rue à Moscou porte son nom
- L'école de Kertch porte son nom

,